# 下圣马尔通
下圣马尔通（匈牙利語：Alsószentmárton）是匈牙利巴兰尼亚州所辖的一个村。总面积13.61平方公里，总人口1182，人口密度86.8人/平方公里（2011年1月1日）。